# Sten-Ove Ramberg
Sten-Ove Wilhelm "Putte" Ramberg, född 20 november 1955, är en svensk före detta fotbollsspelare och bandyspelare. Han var den senaste som spelat både i fotbolls- och bandylandslaget under sin aktiva karriär. Senast dessförinnan denna bedrift var Sven Tumba. 
Ramberg började att spela fotboll hos IF Brommapojkarna, flyttade sedan till Hammarby IF, där han spelade 225 kamper mellan åren 1978 och 1989.  Han blev framröstad av Hammarbys fans som den sjunde största hammarbyprofilen genom tiderna efter Lennart Skoglund, Ronnie Hellström, Kenneth Ohlsson, Kennedy Bakircioglu, Sven Bergqvist och Ulf Eriksson. Han spelade 27 landskamper.
Ramberg spelade även bandy i Hammarby IF. Han spelade två landskamper, båda 1978. Han är numer verksam som huvudtränare i Järfällaklubben Bele Barkarby IF, dit han kom inför säsongen 2008.